# Koninklijke Harmonie "Sinte-Cecilia" Moorsel
Het Koninklijke Harmonie "Sint-Cecilia" Moorsel is een van de oudste harmonieorkesten van België en is opgericht in 1786

Sinds 2017 heeft de harmonie ook een jeugdorkest genaamd 'De Pupiters' 
Tevens worden er cursussen gegeven voor beginnende muzikanten.

## Dirigenten
- Cynthia Maes: Koninklijke Harmonie Sint-Cecilia Moorsel
- Ester Van Nuffel: Koninklijke Harmonie Sint-Cecilia Moorsel
- Patrick Heirbaut: Koninklijke Harmonie Sinte-Cecilia Moorsel
- Erik De Vis: Koninklijke Harmonie Sinte-Cecilia Moorsel
- Frans Boeykens: Koninklijke Harmonie Sinte-Cecilia Moorsel
- Erik Temmerman: Als't Mor Klinkt Moorsel (JeugdHarmonie)